# Hammersteinovo

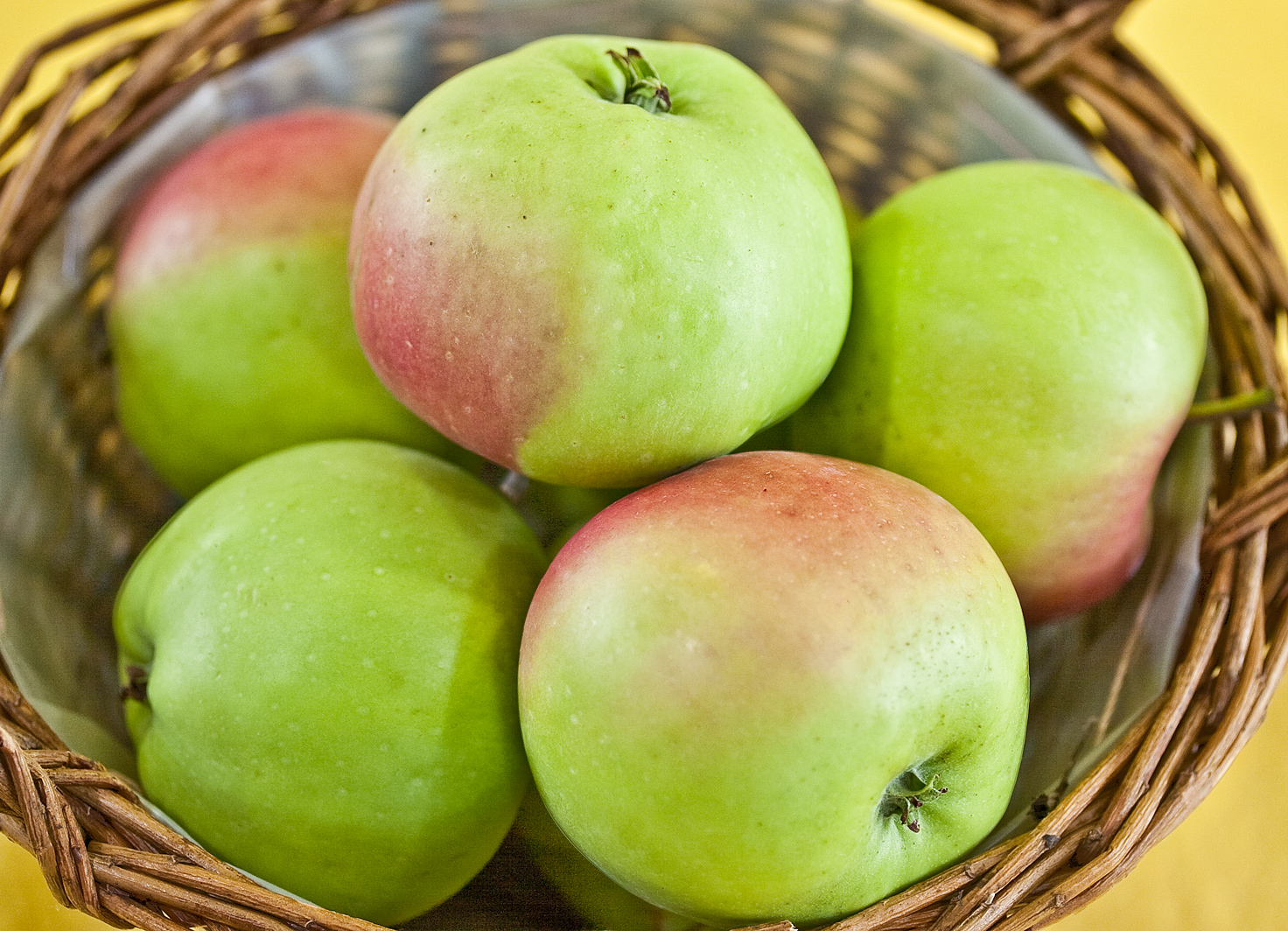
Jablka odrůdy 'Hammersteinovo'

Hammersteinovo (Malus domestica 'Hammersteinovo') je ovocný strom, kultivar druhu jabloně domácí z čeledi růžovitých. Řadí se mezi zimní odrůdy.

## Historie

### Původ
Pochází z Německa, z tehdejšího Vysokoškolského institutu pro ovocnářství v Geisenheimu. Jde o semenáč odrůdy 'Landsberská reneta' vypěstovaný v roce 1891.

### Rozšíření
Rozšířilo se hlavně v Německu. V Československu se pěstovalo v severních Čechách, kde bylo vysazováno v zahrádkách před 2. sv. válkou a ještě do poloviny 50. let.

### Synonyma
'Minister von Hammerstein', 'General von Hammerstein', 'Hammerstein' 

## Vlastnosti

### Růst
Roste zpočátku bujně. Vytváří široce kulovité, pravidelné koruny a bohatý krátký plodonosný obrost. Dobře se tvaruje. Je vhodné pro ovocné stěny.

### Plodnost a zralost
Plodí brzy a hojně, ale má sklon ke střídavé plodnosti. Při velké násadě plodů je vhodná probírka. Sklízí se začátkem října, zralé plody padají. Konzumní zralosti dosahuje v listopadu, vydrží do února, nevadne. Uložené plody jsou choulostivé na otlačení.

### Plod
Plody jsou zploštělé, větší, tupě žebernaté. Slupka je hladká, pololesklá, mastná. Barva slupky je žlutavě zelená, později zlatožlutá, s nevýrazným hnědočerveným líčkem na osluněné straně. Dužnina je žlutavá, velmi šťavnatá, sladce navinulá až nakyslá, aromatická, nemoučnatí. Chuť bývá hodnocena jako dobrá.

### Choroby a škůdci
Proti strupovitosti je málo odolné, proti padlí je středně odolné. Trpí mšicemi (mšicí jabloňovou a mšicí krvavou) a je náchylné k rakovině.

## Hodnocení
Předností je bohatá plodnost a větší plody, které si udržují stejnou kvalitu po celou dobu skladování. Nevýhodou je střídavá plodnost a malá odolnost chorobám.
Poznámka
Sklizené plody jsou tvarově i zbarvením velmi podobné plodům odrůdy 'Ontario', což vedlo někdy k záměnám. Uložené plody 'Ontaria' si ale uchovávají suchou slupku, mají lepší chuťové vlastnosti a delší trvanlivost.